# Aulonogyrus obliquus
Aulonogyrus obliquus is een kever uit de familie van schrijvertjes (Gyrinidae). De wetenschappelijke naam van de soort is voor het eerst geldig gepubliceerd in 1858 door Francis Walker.